# مجتبی ازهری
مجتبی ازهری (زاده ۲۵ تیرماه سال ۱۳۳۵ خورشیدی، اصفهان، ایران) استاد ممتاز گروه سازه و زلزله دانشکده مهندسی عمران دانشگاه صنعتی اصفهان است.
او تحصیلات ابتدایی را در دبستان خواجه‌نظام‌الملک اصفهان به پایان رساند و بلافاصله پس از اخذ دیپلم در رشتهٔ ریاضی و فیزیک از دبیرستان حکیم‌سنایی اصفهان، با نمره ممتاز مجوز ورود به سطوح عالیه تحصیلات را کسب نمود.
وی در ادامه، مدرک کارشناسی خود را در رشته مهندسی عمران در سال ۱۳۵۸ خورشیدی از دانشگاه صنعتی شریف و کارشناسی‌ارشد را در رشته مهندسی سازه، پس از دفاع از پایان‌نامه‌ای تحت عنوان «تحلیل پل‌های کابلی ایستا به روش خطی و غیرخطی» زیر نظر دکتر رسول میرقادری، در سال ۱۳۶۶ خورشیدی از دانشگاه صنعتی اصفهان اخذ نمود. او نهایتاً در سال ۱۳۷۲ خورشیدی با راهنمایی دکتر مارک بردفورد از پایان‌نامه دکترای خود تحت عنوان «تحلیل کمانش و فراکمانش محلی ورق‌ها با استفاده از روش نوار محدود» دفاع کرد و در مقطع دکتری رشته مهندسی سازه از دانشگاه نیو ساوث ولز استرالیا فارغ‌التحصیل شد.
او از سال ۱۳۷۳ خورشیدی عضو هیئت علمی گروه سازه و زلزله دانشکده مهندسی عمران دانشگاه صنعتی اصفهان است و در سال ۱۳۸۲ خورشیدی به درجه استاد تمامی نائل شد. 
او همچنین در همین مدت دو دوره معاونت آموزشی دانشگاه صنعتی اصفهان و یک دوره ریاست دانشکده مهندسی عمران دانشگاه صنعتی اصفهان را نیز عهده‌دار بوده‌است.

## کتاب‌ها
او نویسنده مجموعه کتاب‌های هفت جلدی «طراحی سازه‌های فولادی» است که اصلی‌ترین مرجع طراحی سازه‌های فولادی به زبان فارسی بشمار می‌رود.
همچنین او دو کتاب دیگر با عنوان‌های «مقاومت مصالح» و «پایداری در سازه‌های فولادی» در مقام نویسنده دارد.

## زمینه‌های پژوهشی
1. روش‌های عددی در مهندسی سازه
2. تحلیل و آنالیز صفحات و پوسته‌ها
3. پایداری سازه‌ها
4. سازه‌های کامپوزیتی و نانوکامپوزیت
5. طراحی سازه‌های فولادی
6. طراحی لرزه‌ای سازه‌های فولادی

## سوابق حرفه‌ای و افتخارات
1. عضویت در هیئت علمی گروه سازه و زلزله دانشکده مهندسی عمران دانشگاه صنعتی اصفهان از سال ۱۳۷۳ خورشیدی
2. یک دوره ریاست دانشکده مهندسی عمران دانشگاه صنعتی اصفهان
3. دو دوره معاونت آموزشی دانشگاه صنعتی اصفهان
4. عضویت در هیئت ممیزه دانشگاه صنعتی اصفهان از دوره ششم تا هشتم [۲]
5. همکاری علمی، آموزشی، پژوهشی و اجرایی با سازمان نظام مهندسی کل کشور، سازمان نظام مهندسی استان‌ها به ویژه استان اصفهان، مرکز تحقیقات راه، مسکن و شهرسازی وزارت راه و شهرسازی و سایر نهادها و سازمان‌های تخصصی
6. عضویت در کمیتهٔ تخصصی تدوین مبحث دهم مقررات ملی ساختمان (طراحی و اجرای ساختمان‌های فولادی)
7. همکاری گستردهٔ پژوهشی و اجرایی با واحدهای گوناگون صنعتی در سطح کشور؛ از جمله همکاری نزدیک با شرکت فولاد مبارکه اصفهان و…
8. طراحی و نظارت بر اجرای پروژه‌های ملی و استانی؛ نظیر طراحی و نظارت بر اجرای پروژهٔ سازهٔ کابلی باغ پرندگان اصفهان، طراحی و نظارت بر اجرای پروژهٔ مقاوم‌سازی ساختمان‌های صنعتی همراه با جرثقیل‌های سیصد تنی فولاد مبارکه و…
9. همکاری با شرکت مهندسین مشاور آیین تدبیر، وابسته به سازمان نظام مهندسی استان تهران [۳]
10. عضویت در هیئت مدیره و هیئت علمی انجمن سازه‌های فولادی ایران
11. عضویت در هیئت تحریریه و هیئت انتخاب مقالات چندین نشریهٔ تخصصی معتبر داخلی و خارجی
12. سه دوره پژوهشگر برگزیده، یک دوره استاد برگزیده برای راهنمایی پایان‌نامه‌های دانشجویان تحصیلات تکمیلی، یک دوره استاد برگزیده برای تدریس شاخص، یک دوره استاد برگزیده برای استنادات علمی به مقالات و یک دوره استاد نمونهٔ دانشگاه صنعتی اصفهان
13. یک دوره پژوهشگر برگزیده شهرک علمی و تحقیقاتی اصفهان
14. دو دوره پژوهشگر برگزیده استان اصفهان
15. استاد نمونهٔ کشوری در سال تحصیلی ۸۳–۱۳۸۲ خورشیدی [۴]
16. پژوهشگر نمونه و چهره ماندگار استان اصفهان در سال ۱۳۸۶ خورشیدی [۵]
17. پژوهشگر برجسته و چهره برتر استان اصفهان در سال ۱۳۸۸ خورشیدی
18. کسب چندین جایزه استانی و کشوری برای تألیف مجموعه کتاب‌های «طراحی سازه‌های فولادی»؛ نظیر مؤلف برتر دانشگاهی، مؤلف برگزیده و مؤلف شایسته در سال‌های ۱۳۹۰ و ۱۳۹۲ خورشیدی و…
19. چهره برجستهٔ فولادی کشور در سال ۱۳۹۷ خورشیدی، به انتخاب نهمین کنفرانس ملی و سومین کنفرانس بین‌المللی سازه و فولاد [۶]
20. استاد سرآمد کشور در حوزه آموزش در سال ۱۴۰۲، به انتخاب دومین اجلاس سرآمدان آموزشی دانشگاه‌ها و مؤسسات آموزش عالی کشور توسط وزارت علوم، تحقیقات و فناوری [۷]
21. و …